# Rade Končar
«Rade Koncar» (Končar Group) — електротехнічна компанія з Північної Македонії. Створена 1949.
Фірма «Rade Koncar» випускає широкий спектр низьковольтної комутаційної апаратури (НКА): силові й допоміжні контактори й пускачі з робочим струмом (змінним і постійним) від 9 до 400 А, з будь-якою напругою котушки, біметалічні реле перевантаження (0,1 − 400 А), пакетні перемикачі, автомати (25—1 250 А), кнопки, електронні реле. Всі свої продукти фірма «Rade Koncar» робить згідно з міжнародним стандартом ІЕС 60947, а продукція фірми внесена до державних реєстрів багатьох країн.
Нині близько 5 % виготовленої продукції реалізується безпосередньо в Македонії, іншу експортують в 25 країн світу — від Канади до Індії, на Близький Схід і в Європу. Щороку компанія бере участь в 15 найвідоміших у світі міжнародних 
виставках.